# Benjamin Fein

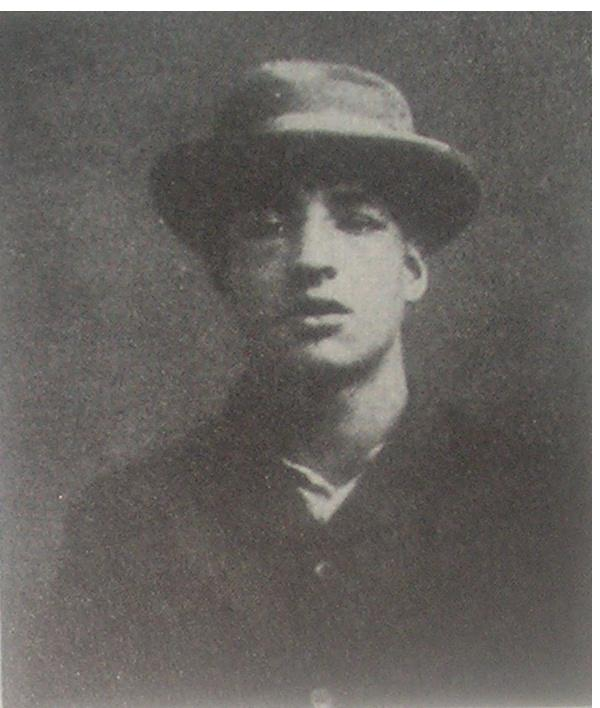
Portraitbild von Benjamin Fein, aufgenommen um das Jahr 1920

Benjamin „Dopey Benny“ Fein (eigentlich Benjamin Feinschneider) (* 1887 Lower East Side, New York City; † 1962) war ein US-amerikanischer Mobster, der heute der Kosher Nostra zugerechnet wird.
Er beherrschte mit seinen Schlägern das sogenannte „Labor Racketeering“, wurde unter anderem wegen geringfügigem Diebstahl und schwerem Raub sowie Mord angeklagt, wurde aber zweimal mangels Beweisen freigesprochen.

## Leben

### Frühe Jahre
Benjamin Fein, der Sohn jüdischer Einwanderer aus Österreich schlug sich in seiner Jugend in der Lower East Side zunächst als Taschendieb durch. Im Jahre 1905 gründete er seine eigene Räuberbande. Fein wurde ertappt, musste eine fünfjährige Haftstrafe nur zum Teil absitzen und verbüßte 3½ Jahre, die er wegen bewaffneten Raubes erhalten hatte, im Elmira-Gefängnis. Nach seiner Freilassung im Jahre 1910 stieß Fein zu Jack Zeligs Bande, der den größten Teil der ehemaligen Eastman Gang unter seine Kontrolle gebracht hatte. 
Dort begann er mit der Schutzgelderpressung im Garment District von Manhattan, der mit den „Sweatshops“ der Bekleidungsindustrie vollgestopft war, vermietete seine Schläger an Gewerkschafter und Unternehmer des Bezirks und griff auf diese Weise in die ohnehin gewalttätigen Arbeitskämpfe ein. Dadurch soll er ein Jahreseinkommen von rund 20.000 US-Dollar erzielt haben.
Feins Bande fungierte auch für andere Kosher Nostras als Sammelbecken, so wurde in den 1910er Jahren u. a. Waxey Gordon aufgenommen.
1913 taten sich mehrere kleinere Schlägerbanden zusammen, um das von Fein und  Joseph Rosenzweig gehaltene Gewaltmonopol zu brechen. Daraufhin gab es eine große Schießerei, die auf der Grand Street und Forsyth Street stattfand. Dies war der Anfang einer vierjährigen Auseinandersetzung, die als einer der sogenannten „Labor Slugger Wars“ in die Geschichte einging.
Als Fein 1914 verhaftet wurde und die Unterstützung seiner politischen Verbindungen ausblieb, sagte Fein aus. Es kam zur Anklage von elf Gangstern und 21 Gewerkschaftern, aber niemand wurde verurteilt. Im selben Jahr wurde Fein erneut verhaftet, diesmal wegen Mord an dem Gerichtsschreiber Frederich Strauss, der zufällig während einer Schießerei in der Nähe des St. Mark's Place in die Schusslinien geraten und getötet worden war. Da er jedoch von Zeugen des Vorfalls nicht erkannt werden konnte, wurde er freigelassen.

### Erneute Anklagen
Nach seiner Freilassung im Jahre 1917 war Feins Macht erheblich zurückgegangen, da er sich für fast drei Jahre nicht um seine Geschäfte kümmern konnte. Deshalb zog er sich aus seiner alten Tätigkeit zurück und wurde nun in Sachen Bekleidung ein erfolgreicher Geschäftsmann.
Nach 13 Jahren ohne Anklage musste Fein 1931 erneut vor Gericht erscheinen. Fein wurde zusammen mit Samuel Hirsch und Samuel Rubin angeklagt. Ihnen wurde vorgeworfen, auf verbrecherische und tätliche Weise Mortimer Kahn aus Brooklyn mit Säure angegriffen zu haben.
1941 wurde Fein zusammen mit Abraham Cohen, John Ferraro und zwei Geschäftsmännern aus Dallas auf Anweisung von Staatsanwalt Thomas E. Dewey verhaftet, da sie in die Beschaffung einer kürzlich gestohlenen Warenladung im Wert von 10.000 US-Dollar verwickelt waren. Er und Cohen wurden als Anführer der Gang verurteilt. Im Weiteren wurde ihnen bewaffneter Raub und Einbruch vorgeworfen, wodurch sie im Verlauf von drei Jahren über 250.000 US-Dollar ergaunert hätten. 
Trotz seiner vier Jugendstrafen wurde Benjamin Fein eine lebenslange Haftstrafe erspart und stattdessen eine 10- bis 20-jährige Haftstrafe ausgesprochen. Über das weitere Schicksal Benjamin Feins ist nichts bekannt.